# Risk Based Maintenance
Risk Based Maintenance (RBM) ist eine Methodik bei der Instandhaltung von technischen Systemen, die das Risiko (Gefahrenpotential) berücksichtigt. 
Für die Instandhaltung gibt es folgende Methoden:
- Run to Failure: Betrieb bis zum Eintreten eines Fehlers.
- Preventive Maintenance: Vorbeugende Instandhaltung.
- Predictive Maintenance: Vorausschauende Instandhaltung.

Risk Based Maintenance berücksichtigt zusätzlich das Risiko eines möglichen Fehlers, das als Produkt aus dem Gefahrenpotential und der Wahrscheinlichkeit eines Fehlerereignisses betrachtet werden kann. Die Gefährdung durch ein Fehlerereignis beschreibt reelle oder mögliche Folgen für Menschen, Eigentum und die Umwelt.
Auf Grundlage der Risikobewertung können Instandhaltungsmethoden und -zyklen festgelegt werden.
Ein wesentlicher Gesichtspunkt ist hierbei die Nutzung von Reliability Centered Maintenance, durch das die Auswirkungen eines Fehlerereignisses abgeschätzt werden. 